# OVI (Druck)

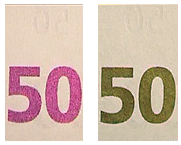
OVI-Effekt in zwei verschiedenen Blickwinkeln

OVI (engl.: Optically Variable Ink = optisch variable Farbe) ist eine Technik, um die Sicherheit von Banknoten und Dokumenten zu erhöhen. Hierbei handelt es sich um eine spezielle Farbe, die je nach Blickwinkel einen anderen Farbton annimmt. Üblicherweise werden OVI-Farben im Siebdruckverfahren auf das Substrat gebracht.

## Technik
Grundbestandteil ist ein farbloser Stoff, durchsetzt von mikroskopisch kleinen und mehrschichtigen Flocken (Pigmente). Diese Flocken sorgen für den blickwinkelabhängigen Farbwechsel von zum Beispiel grün zu braun oder grün zu violett. Hierzu müssen beim Druck die Pigmente z. B. durch statische Aufladung oder Magnetfelder in einer Vorzugsrichtung ausgerichtet sein.

## Sicherheit
Aufgrund dieser Farbe erscheinen die mit OVI-Technik gedruckten Anteile der Originale bei Farbkopien oder gescannten Aufnahmen einfarbig. Jedoch stellt die OVI-Technik allein gesehen für professionelle Fälscher eine nicht ausreichend hohe Hürde dar. Von daher wird dieses Sicherheitsmerkmal bei Eurobanknoten mit anderen Techniken wie dem Wasserzeichen, optisch variablen Merkmalen (Hologramme, Kinegramme), dem Sicherheitsfaden und anderen Sicherheitsmerkmalen kombiniert.
Vorteil dieser Technik sind die moderaten Kosten und die relativ leichte Integration in die zu schützenden Banknoten und Dokumente.

## Anwendung
Wie die meisten Banknoten enthalten auch Eurobanknoten (50, 100, 200 und 500 Euro der ersten Serie sowie alle Eurobanknoten der zweiten Serie) ein OVI-Element. Bei der ersten Serie ist die rechte untere Zahl auf der Rückseite (Abbildungen der Brücken), die den Nennwert angibt, mit der OVI-Technik gedruckt; bei der zweiten Serie ist der Nennwert auf der Vorderseite, der von der EZB als „Smaragd-Zahl“ bezeichnet wird, mit OVI-Technik gedruckt.
Des Weiteren wird die OVI-Technik auch bei dem elektronischen Personalausweis, Reisepässen, Visa, Chipkarten und Verpackungen verwendet.